# Coihueco
Coihueco – miasto w Chile, w regionie Ñuble, w prowincji Punilla.